# 詹姆士·塔珀
詹姆士·塔珀（James Tupper，1965年8月4日—）是加拿大的一位演員。他最著名的作品包括ABC肥皂劇《復仇 (電視劇)》。塔珀出生在達特茅斯。